# Karta zvjezdanog neba
Nebeska karta ili karta zvjezdanog neba je prikaz koji astronomima služi za pronalaženje i upoznavanje zviježđa, zvijezda koje ih čine i inih objekata na nebeskom svodu. Pored namjene orijentaciji na nebeskoj sferi, služi i za orijentaciju na Zemlji.
Neprofesionalcima odnosno amaterskim astronomima i opažačima početnicima kao dopuna za nebovid služi vrteća (okretna, ili rotirajuća) nebeska karta. Opažači koji su nešto napredniji i iskusniji, za nadopunu koriste dalekozor, mali astronomski teleskop i nebeski atlas.